# Державна інспекція України з питань праці
Державна інспекція України з питань праці (Держпраці України) — до 10 вересня 2014 р. — колишній центральний орган виконавчої влади, діяльність якого спрямовувалася і координувалася Кабінетом Міністрів України через Міністра соціальної політики України.
Держпраці України входить до системи органів виконавчої влади і забезпечує реалізацію державної політики з питань нагляду та контролю за додержанням законодавства про працю, зайнятість населення, законодавства про загальнообов'язкове державне соціальне страхування від нещасного випадку на виробництві та професійного захворювання, які спричинили втрату працездатності, у зв'язку з тимчасовою втратою працездатності та витратами, зумовленими народженням та похованням, на випадок безробіття (далі — загальнообов'язкове державне соціальне страхування) в частині призначення нарахування та виплати допомоги, компенсацій, надання соціальних послуг та інших видів матеріального забезпечення з метою дотримання прав і гарантій застрахованих осіб.
10 вересня 2014 р. було прийнято Постанову Кабміну № 442, якою скасовано Державну інспекцію з питань праці. Її правонаступник — Державна служба України з питань праці.